# パニーラ・ダルストランド
パニーラ・ダルストランド（Irma Pernilla Dahlstrand、1966年11月5日 - ）は、スウェーデンの歌手、ダンサー。
1988年、TM NETWORKのロンドンオーディションで見いだされ、TM NETWORKの伝説のコンサートツアーにへ参加。ステージでは、ヒロイン役（キャロル・ミュー・ダグラス）を演じ全国ツアーに同行した。

## 現在の活動
スウェーデンのストックホルムにて、芸能活動（歌手、ダンサー）を行うと同時に、芸術学校にてダンス講師を行っている。オフィシャルHP 

## 直近の日本での活動
TM NETWORKの30周年コンサートQUIT30、HUGE DATA(2015年2月7日～15日)へ映像での出演。また、TM NETWORK 30th FINAL(2015年3月21日、22日)の為、来日。Finalでも映像出演をしている。
2024年5月18日、19日に開催された「TM NETWORK 40th FANKS Intelligence Day39、Day40 YONMARU」の為にも来日をした。ファンイベントも同時に開催。
日本での活動は、マネージャーである塩澤繁氏（Manager for Pernillaツイート）がサポート。スウェーデンと日本のミュージシャンによるコラボレーション企画を、塩澤繁氏がサポートし、小室哲哉氏とスウェーデン人気ミュージシャン Loreen、DIRTY LOOPS、ABBA ビヨルン・ウルヴァースとの共演を実現させた。